# Arnold Andenmatten
Arnold Andenmatten (* 23. August 1922; † 24. März 2018) aus Saas-Fee war ein Schweizer Skisportler und Skilehrer.
Andenmatten gewann 1946 die erstmals ausgetragene und höchste klassische Gletscher-Skiabfahrt vom Allalinhorn nach Saas-Fee mit einer Gesamtabfahrtszeit von 8:07 Minuten. Bei den Olympischen Winterspielen 1948 war er als Soldat im Dienstgrad Kanonier Mitglied der Schweizer Mannschaft beim Militärpatrouillenlauf, die in dieser Disziplin die Goldmedaille gewann. Ein Jahr darauf gewann Andenmatten im Team mit Robert Zurbriggen, Karl Hischier und Karl Bricker ebenfalls den Militär-Skipatrouillenlauf der Olympia-Revanche in Oslo. Andenmatten war auch im hohen Alter noch aktiver Skifahrer und nahm am 17. Februar 2008 am Talrennen Saas-Balen teil.